# Black (cântăreț)
Colin Vearncombe (n. 26 mai 1962, Merseyside, Anglia, Regatul Unit – d. 26 ianuarie 2016, Cork, Munster⁠(d), Irlanda), cunoscut sub numele de scenă Black, a fost un cântăreț și compozitor englez. Acesta a ajuns cunoscut la nivel mondial datorită melodiei Wonderful Life (1987).